# Hajdar Hajdar
Hajdar Hajdar, arab. حيدر حيدر (ur. 1936 w Husajn al-Bahr, zm. 9 maja 2023) – syryjski pisarz. Autor powieści Uczta dla traw morskich, wydanej w 1985 i kilkakrotnie wznawianej, która wzbudziła w świecie arabskim duże kontrowersje z powodu zawartej w niej negatywnej oceny arabskiego społeczeństwa (na przykładzie Algierii), ataków na islam wypowiadanych przez bohaterów oraz głoszonych przez nich wizji budowy arabskiego państwa komunistycznego.

## Życiorys
Hajdar Hajdar jest absolwentem Instytutu Pedagogicznego w Aleppo, pracował jako nauczyciel w Syrii oraz w Algierii.

## Twórczość
Hajdar Hajdar jest autorem szeregu utworów prozatorskich: powieści i opowiadań.
Jego twórczość w latach 60. XX wieku inspirowała literatura radziecka i socrealizm. W swoich utworach poruszał tematykę migracji syryjskich chłopów do miast, życie najuboższych Syryjczyków.
W 1968 wydał zbiór opowiadań Opowieści migrującej mewy, z którego największy rozgłos uzyskała krótka powieść Pantera. Jej głównym bohaterem jest fellach Abu Ali Szahin, dawniej uczestnik walk przeciwko francuskim władzom mandatowym, zaś w niepodległej Syrii nadal uciskany przez potężnego feudała. Narrator utworu gloryfikuje postawę fellachów, walczących przeciwko obcej dominacji, potępiając właścicieli ziemskich, zarzucając im rozkradanie majątku narodowego i bezwzględne traktowanie chłopów. Główny bohater powieści, nie mogąc opłacić 70-procentowej daniny na rzecz feudała, pobił poborcę podatkowego, który go poniżał i groził. Z tego powodu został pobity przez policję, po czym zbiegł z domu i ukrył się w górach; w czasie pościgu zabił dwóch żandarmów. Wielokrotnie napadał na majątki feudałów, by ich majątek przekazywać ubogim. Ostatecznie jednak, wydany przez krewnego, został schwytany, skazany na śmierć i powieszony. Hajdar Hajdar ukazał Abu Alego Szahina jako reprezentanta całej grupy społecznej, którego historia i poświęcenie, chociaż w pierwszej chwili nie zostały należycie zrozumiane, zostaną zapamiętane i przyniosą owoce w przyszłości. Bohater jest osobą dumną i niepokorną, wyprzedzającą swoje czasy, niegodzącą się na upokorzenia, które inni przyjmują jako konieczne. Postać ta stanowi również nawiązanie do dziejów imama Husajna i jego śmierci w bitwie pod Karbalą, jak również jej upamiętniania przez szyitów w rytuałach święta Aszura. Interpretację taką czytelnie wskazuje rozmowa Szahina z Pustelnikiem na krótko przed pojmaniem i straceniem bohatera.
W latach 80. i 90. XX wieku Hajdar zaczął tworzyć powieści o charakterze symbolicznym, charakteryzujące się wyszukanym, pełnym metafor językiem. Najważniejsze jego teksty z tego okresu to powieści Uczta dla traw morskich, Lustra ognia i Słońca Romów, wydane kolejno w latach 1985, 1992 i 1999. W jego utworach wiele miejsca zajmują opisy natury, której elementy poddawane są animizacji, bogate są porównania w duchu surrealizmu.

### Uczta dla traw morskichi kontrowersje wokół powieści
Szczególny rozgłos i kontrowersje wywołało pierwsze z wymienionych dzieł. Jego bohaterami są dwaj działacze Irackiej Partii Komunistycznej, Mahdi Dżawad i Mihjar al-Bahili, którzy udają się do Algierii, uciekając przed aresztowania komunistów za rządów Abd al-Karima Kasima (nazywanego w powieści al-Kalbim). W Iraku zamieszkują u Fulli Bu Innab, socjalistki, uczestniczki wojny algierskiej; z czasem zostaje ona kochanką Mahdiego Dżawada. Tłem dla dziejów bohaterów jest obraz społeczeństwa algierskiego w pierwszych latach niepodległości: krajem rządzą wojskowi, wpływowi imamowie i ludzie, którzy wzbogacili się dzięki korupcji. Na przykładzie Fulli ukazano los kobiet, które mimo zaangażowania w walkę o niezawisłą Algierię zostały odsunięte od udziału w życiu publicznym. Krytyka społeczeństwa algierskiego wymierzona jest w rzeczywistości w cały świat arabski, w którym pisarz widział podobne problemy. Mihjar al-Bahili zaczyna organizować w Algierii ruch komunistyczny, krytykuje islam, marzy o pojawieniu się arabskiego Marksa lub Lenina. Mahdi Dżawad żyje natomiast, pogrążony w marzeniach o komunistycznym państwie wszystkich Arabów, wspomina swoje dzieciństwo i nędzę, w której żył. Bliższe relacje nawiązuje jedynie z Asijją, którą uczy arabskiego; wcześniej dziewczyna znała tylko język francuski. Wychowana w zamożnej rodzinie, młoda inteligentka Asijja potępia zarówno kolonializm, jak i religijny fanatyzm, nie godzi się ze sposobem traktowania kobiet. Zostaje kochanką Mahdiego Dżawada i symbolicznie łamie razem z nim nakładane przez społeczeństwo ograniczenia, np. kąpiąc się nago w morzu. Losy bohaterów kończą się tragicznie: al-Bahili zostaje aresztowany, zaś Dżawad, ścigany, popełnia samobójstwo, topiąc się w morzu.
Powieść zyskała szeroki rozgłos w świecie arabskim. Według niektórych literaturoznawców i pisarzy było to dzieło obrazoburcze, podważające autorytet powszechnie szanowanych postaci, z prorokiem Mahometem na czele. Egipski literaturoznawca Ibrahim Awad poświęcił powieści pracę krytyczną, w której zarzucił jej również przedstawianie w pozytywnym świetle "szaleńczych" wizji komunistycznej przyszłości. Religijne tradycje muzułmańskie w powieści przedstawiane są w negatywny sposób, niekiedy wulgarnie krytykowane nie tylko przez bohaterów, ale i narratora. W 1999, gdy powieść została wydana w Egipcie, przeciwko jej publikowaniu demonstrowali muzułmańscy studenci. Z kolei egipska Wyższa Rada Kultury uznała, że dzieło nie ma antyreligijnego charakteru, a nawet można je uznać za obronę wartości islamskich przeciwko propagandzie ateistycznej. Podkreślała również, że niedopuszczalne jest ocenianie pisarza na podstawie treści jego powieści i poglądów, jakie wygłaszają w nich bohaterowie. Jeszcze inną ocenę Uczty dla morskich traw sformułował krytyk Ragha an-Nakkas, który stwierdził, że głównym problemem utworu jest fakt, że Hajdar Hajdar nie umiał zachować dystansu między fikcyjnym tekstem a własnymi przekonaniami, przez co jego osoba zlała się z bohaterami dzieła.
W 2001 wydał kolejną powieść Elegie dni.